# Anastasiya Bukhanko
Anastasiya Vladimirovna Bukhanko (en ruso: Анастасия Владимировна Буханко; Moscú, 6 de junio de 1990) es una tenista rusa.
Jugó su último torneo internacional en febrero de 2017, por lo que ya no figura en el ranking mundial.